# Wilfried Beck-Erlang

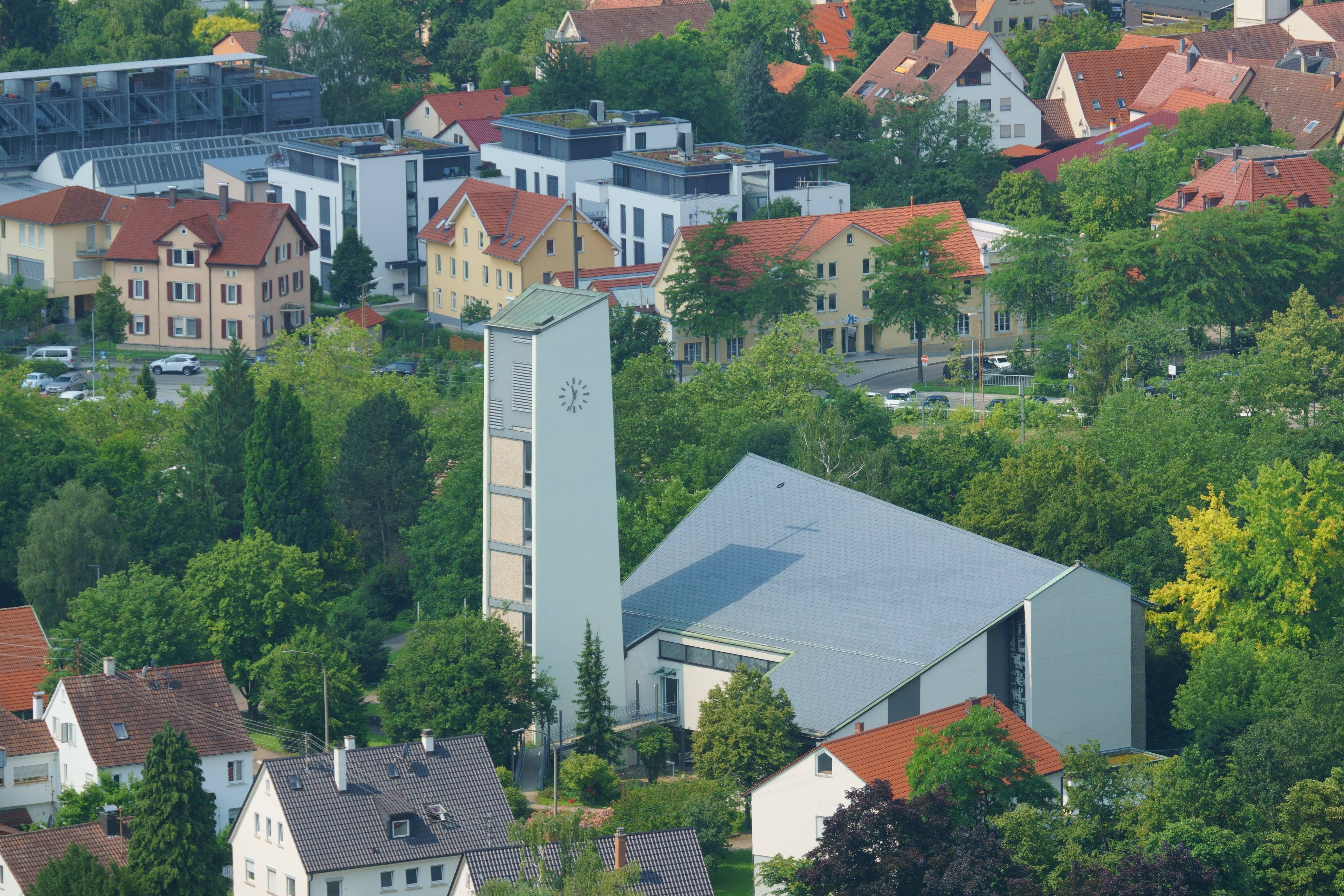
St. Bonifatius, Metzingen (1953–1956)

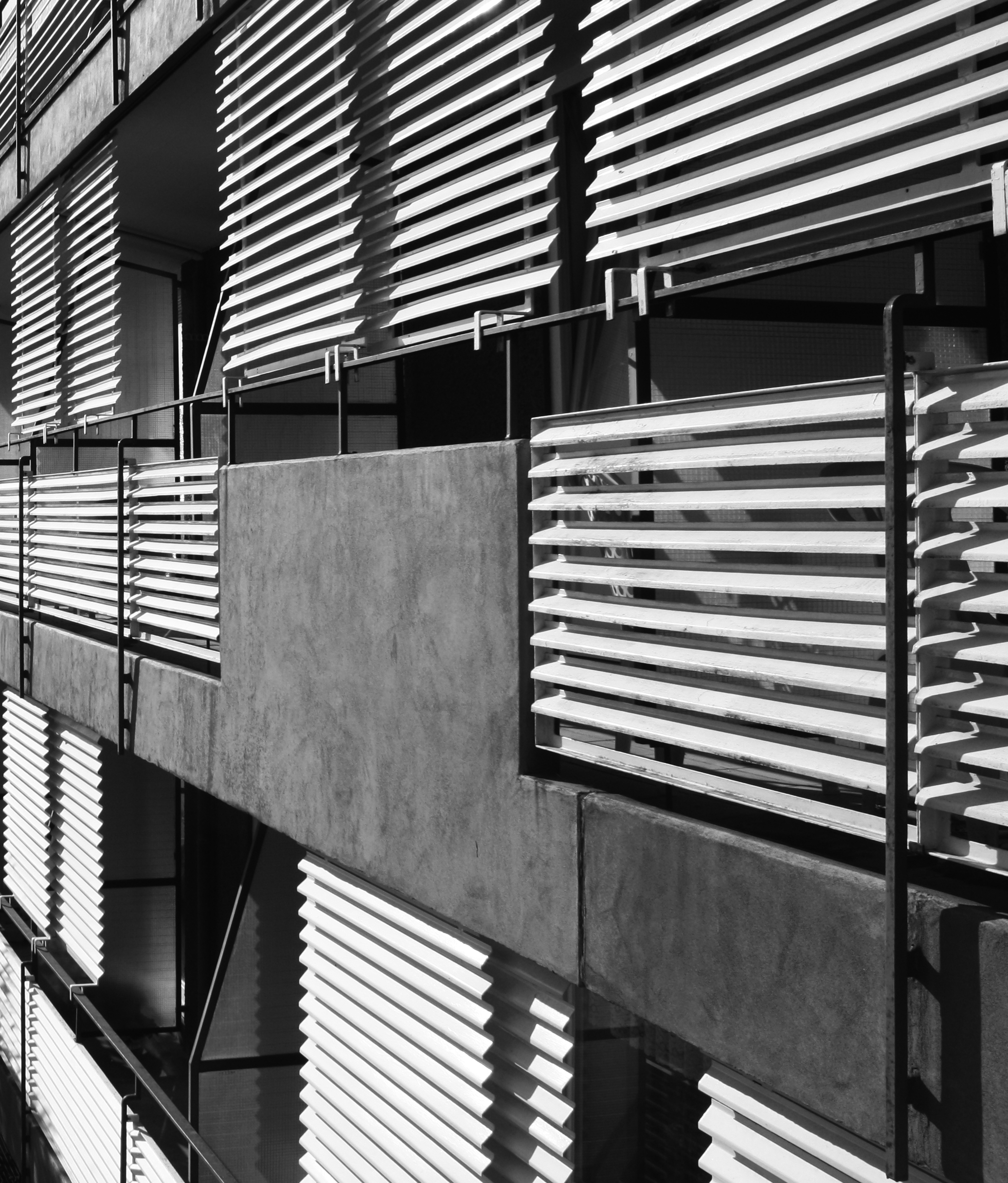
Altenwohnheim St. Konrad, Kressbronn (1956–1959)

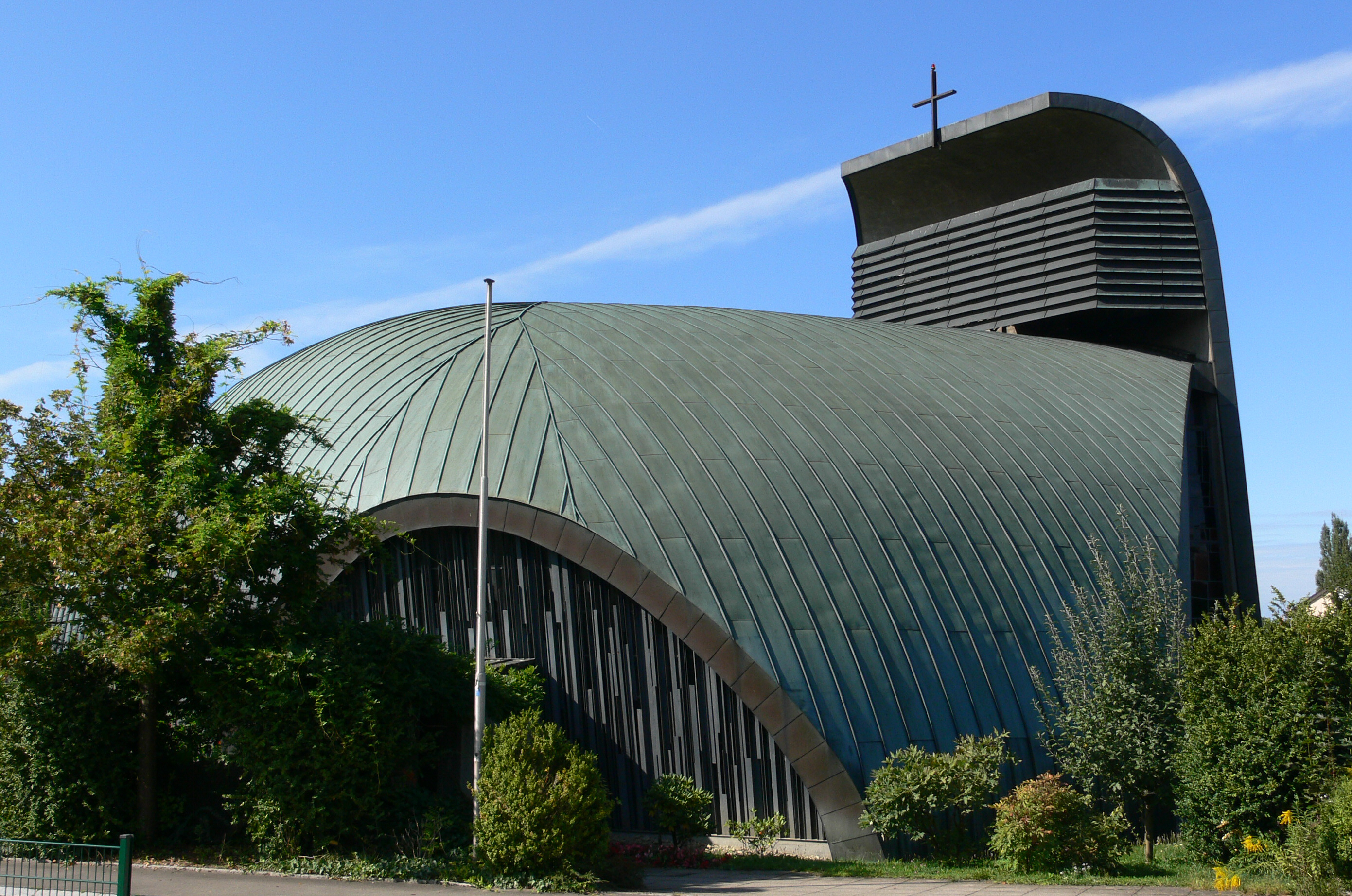
Christus der Gute Hirte (1958–1962)

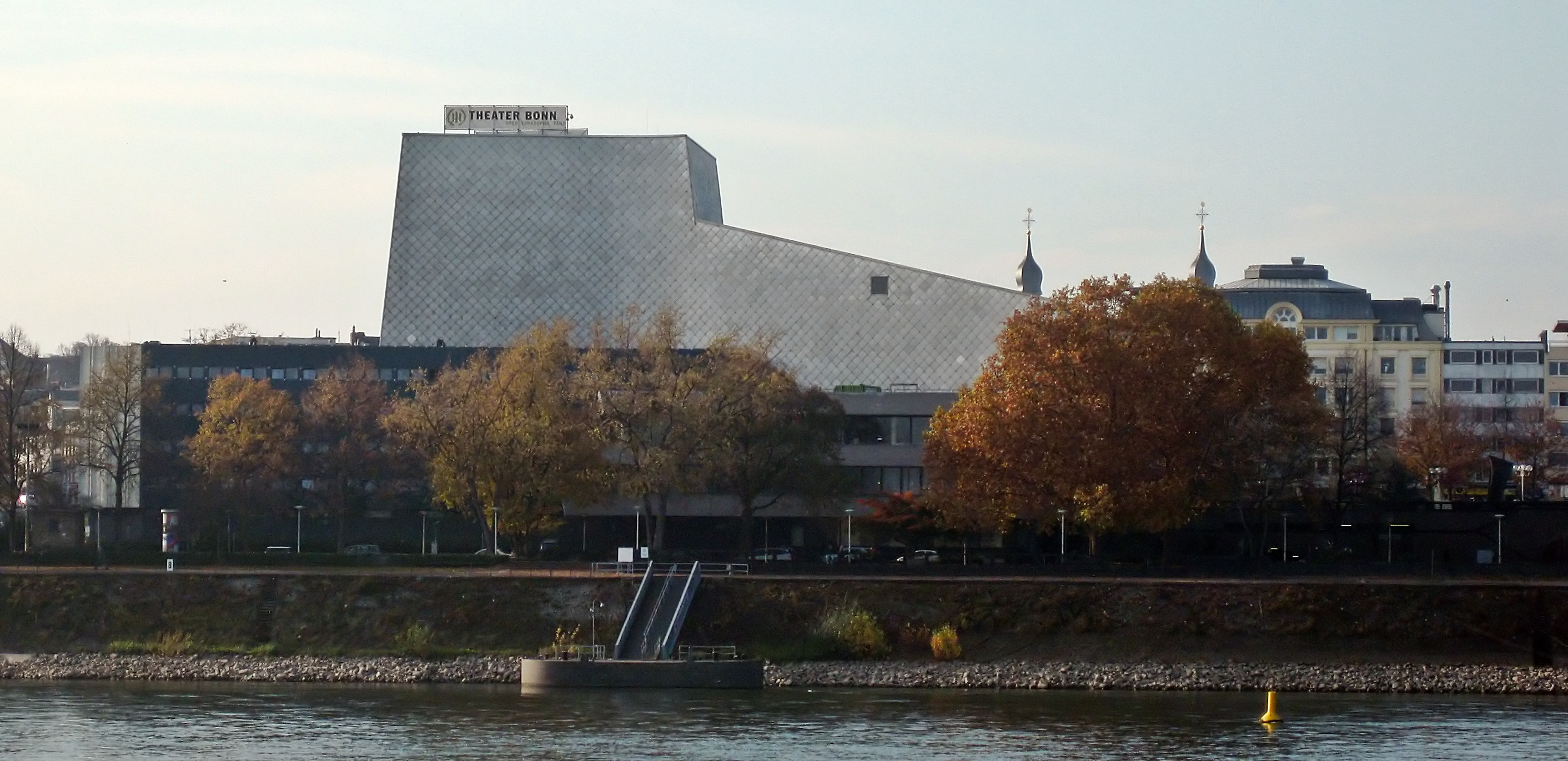
Oper Bonn (1959–1965)

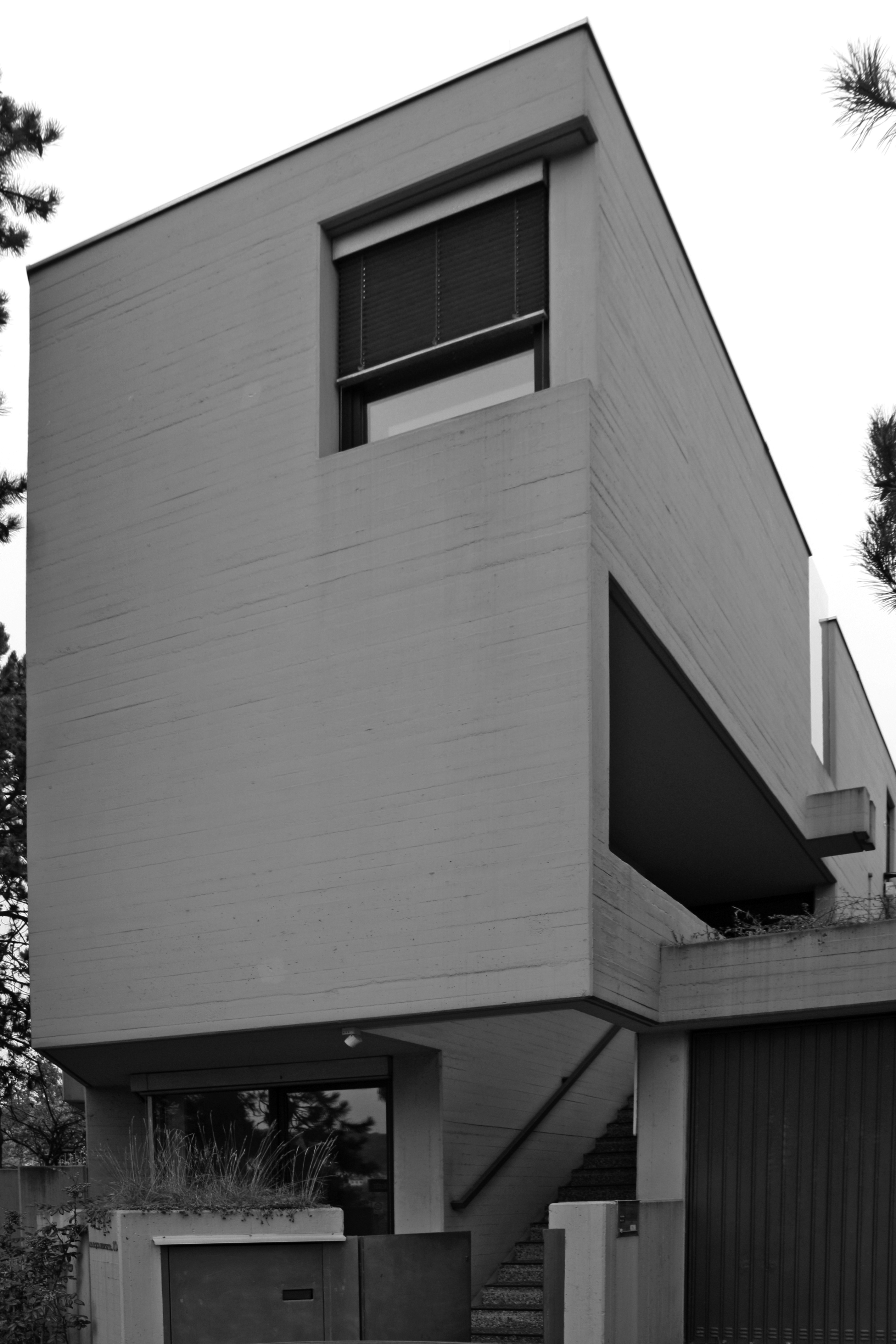
Wohn- und Bürohaus Beck-Erlang, Stuttgart (1964–1966)

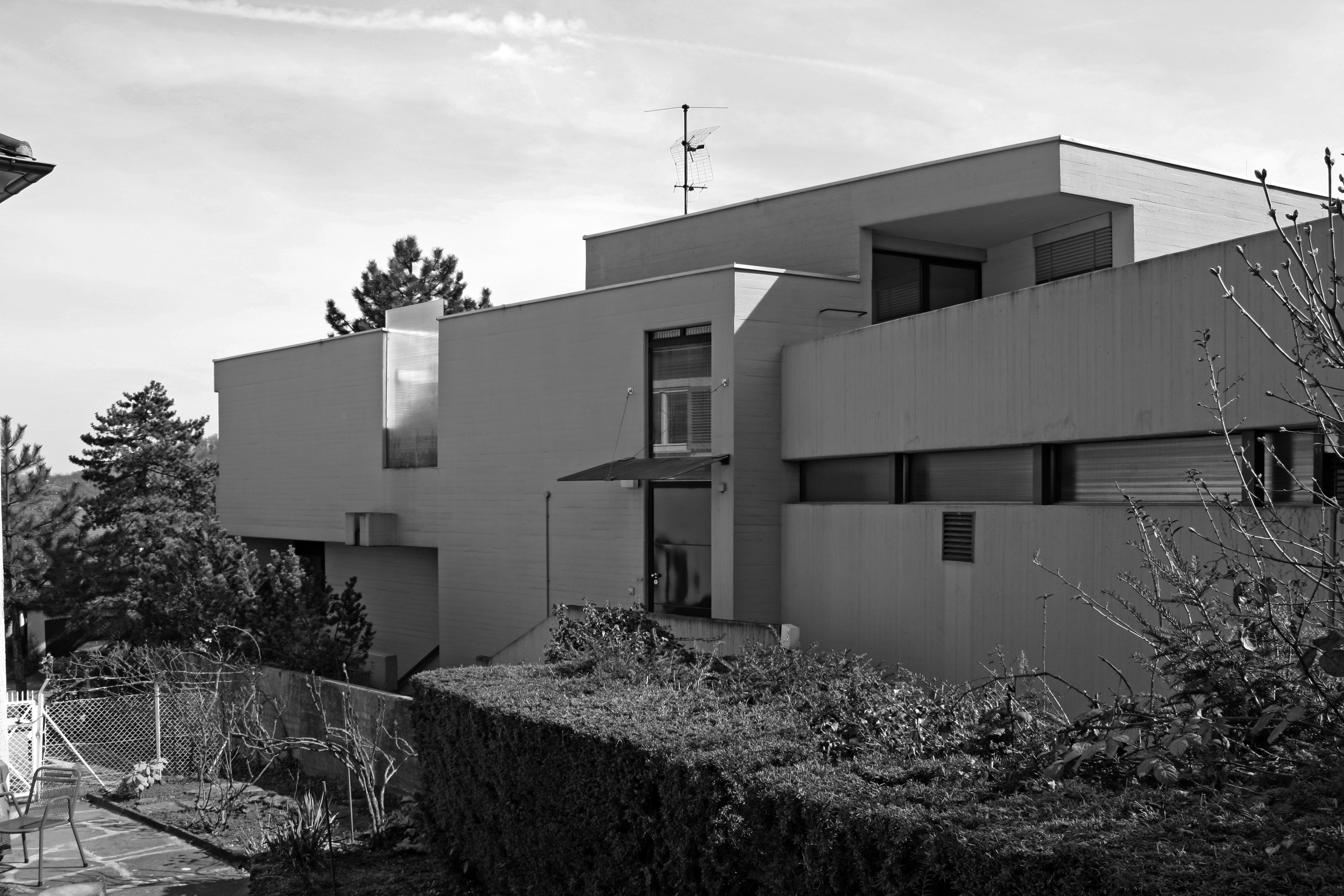
Wohn- und Bürohaus Beck-Erlang, Stuttgart (1964–1966)

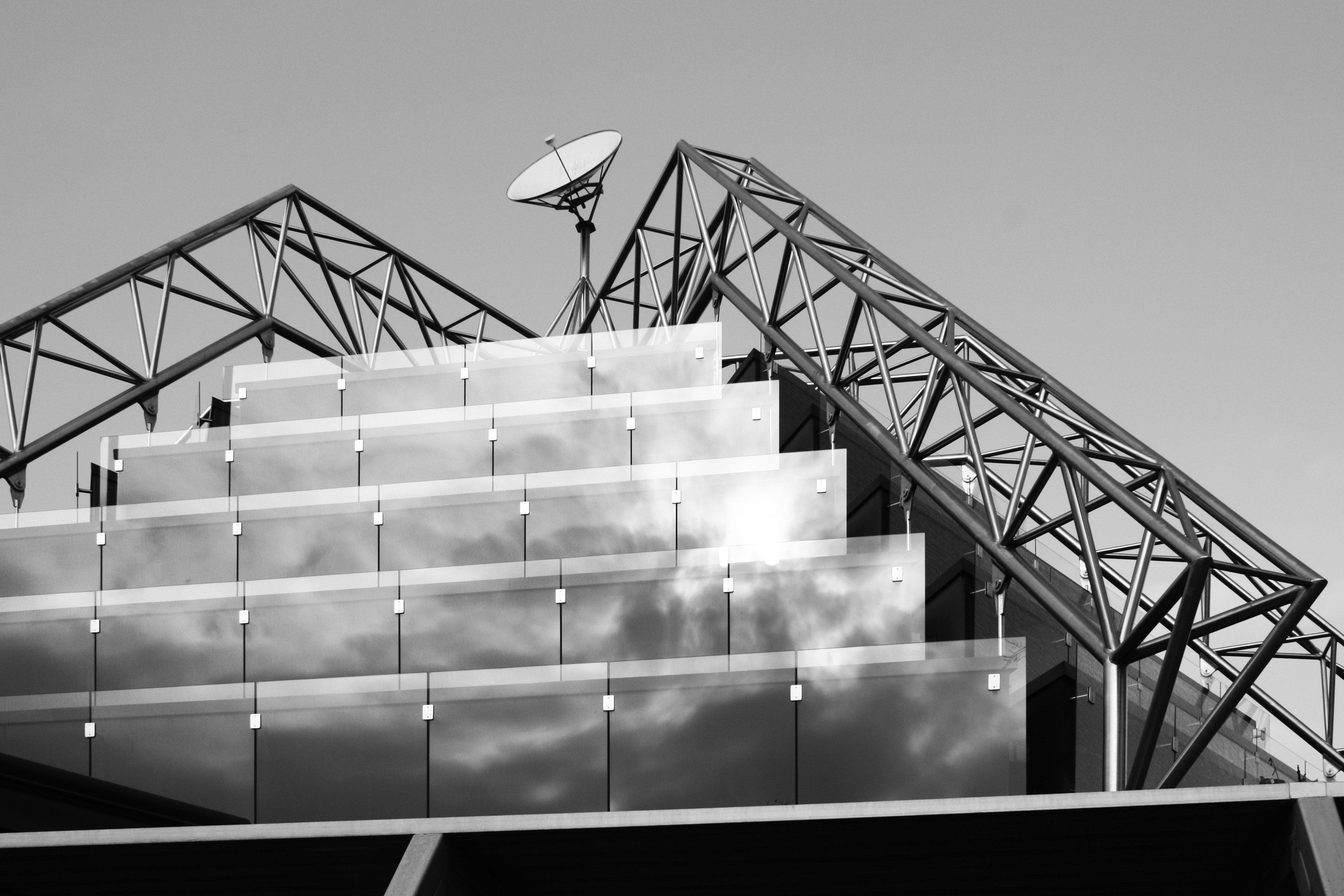
Planetarium Stuttgart (1970–1977)

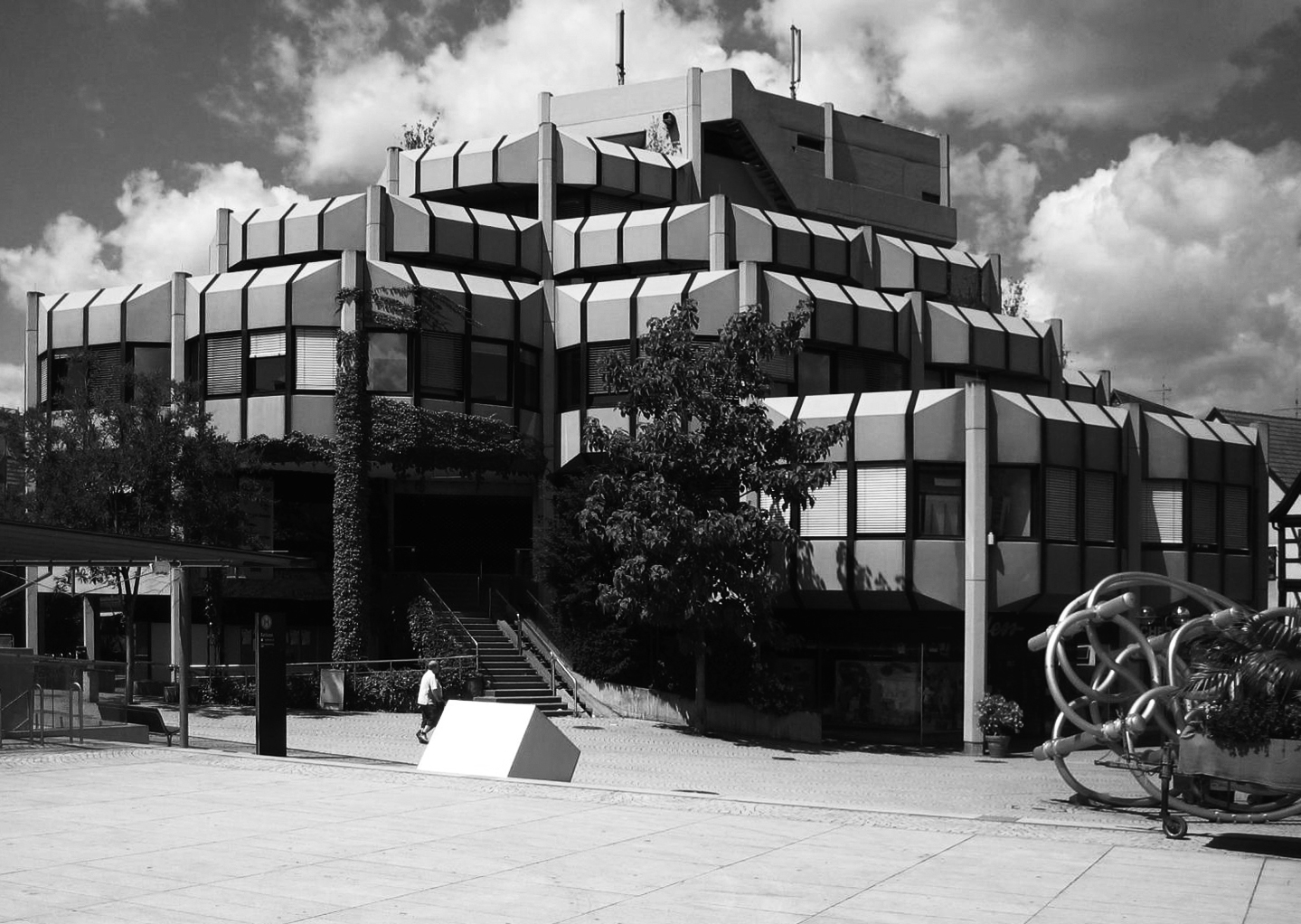
Marktdreieck, Waiblingen (1971–1976)

Wilfried Beck-Erlang (* 24. Februar 1924 in Erlangen; † 25. April 2002 in Stuttgart; bürgerlich: Wilfried Max Beck) war ein deutscher Architekt.

## Leben
Wilfried Max Beck wurde 1924 in Erlangen geboren und wuchs in Reutlingen auf. Nach seinem Abitur (1943) begann er zunächst ein Studium der Luftfahrttechnik an der Technischen Hochschule Stuttgart. Nach Kriegsende (1945) schrieb er sich für das Fach Architektur ein und legte 1949 seine Diplom-Hauptprüfung bei Richard Döcker ab.
Nach einigen rasch wechselnden Anstellungen in den Stuttgarter Büros von Richard Döcker (1950) und Martin Elsaesser (1950) sowie bei Heinrich Lauterbach (1950) und Paul Bode (1950–1951) in Kassel machte er sich Ende 1951 mit einem Werkvertrag der Rheinische Wohnstätten AG in Duisburg selbstständig. Kurz darauf zog er für den Bau des Parkhotels „Friedrich List“ (1952–1953) zurück nach Reutlingen, wo er sein erstes Büro gründete. Ab etwa 1954 führte er seinen Künstlernamen, indem er das Geonym Erlang an seinen Nachnamen anfügte.
1956 wechselte er nach Stuttgart, wo er die meisten seiner Bauwerke errichtete – nicht zuletzt sein eigenes Wohn- und Bürohaus (1964–1966), in dem sich heute die Freie Kunstschule und Werbeagentur P.ART befindet. Zusammen mit anderen Architekten initiierte er die Wanderausstellung „Heimat, Deine Häuser“ (1963–1965) und kurz danach das visionäre Projekt „Stuttgart 2000“ (1965–1982), das insbesondere in Bezug auf die Verkehrsplanung als Vorläufer oder Auslöser des Infrastrukturprojekts Stuttgart 21 der Deutschen Bahn AG angesehen werden kann.
Zu Beginn der 1980er Jahre war Beck-Erlang Mitglied im Landesvorstand Baden-Württemberg des Bundes Deutscher Architekten (BDA). 1982 gründete er zusammen mit anderen die Architekturgalerie am Weißenhof und 1988 das Architekturforum Baden-Württemberg.

## Bauten
- 1952–1953: Parkhotel „Friedrich List“ in Reutlingen
- 1953–1956: Kirche St. Bonifatius in Metzingen ⊙
- 1954–1956: Mädchenwohnheim Marienheim in Reutlingen
- 1954–1957: Wohnhaus Preller in Kelkheim-Eppenhain
- 1955–1957: Wohnhaus und Atelier Raach in Eningen unter Achalm (abgerissen)
- 1956–1957: Wohnhaus Wagner in Reutlingen
- 1956–1961: Kirche St. Augustinus und Gemeindezentrum in Esslingen-Zollberg ⊙
- 1956–1959: Altenwohnheim St. Konrad in Kressbronn (abgerissen)
- 1958–1962: Kath. Kirche Zum Guten Hirten in Friedrichshafen-Löwental ⊙
- 1958–1961: Doppelwohnhaus Eisenlohr / Hiesel in Reutlingen
- 1958–1962: Wohnhaus Hornung in Reutlingen
- 1959–1965: Stadttheater (heutiges Opernhaus) in Bonn ⊙
- 1960–1964: Kindergarten St. Petrus Canisius in Friedrichshafen   ⊙
- 1961–1969: Kirche St. Andreas und Gemeindezentrum in Reutlingen-Orschel-Hagen ⊙
- 1962–1966: Verwaltungsgebäude Zürich-Vita-Haus in Stuttgart ⊙
- 1964–1966: Wohn- und Bürohaus Beck-Erlang in Stuttgart ⊙
- 1964: Freiluft-Kirche auf dem Cannstatter Wasen in Stuttgart
- 1966–1971: Wohnhaus Kimmerle in Reutlingen
- 1966–1980: Gemeindezentrum St. Anna in Sindelfingen-Maichingen ⊙
- 1966–1973: Altenwohnanlage St. Vinzenz in Wangen im Allgäu (2018 teilweise abgerissen)  ⊙
- 1967–1972: Kirche St. Maria und Gemeindezentrum in Aalen ⊙
- 1968–1976: U-Bahn-Stationen Neckartor, Staatsgalerie (abgerissen) und Universität (heute: Börsenplatz) in Stuttgart ⊙
- 1969–1972: Papierwarenfabrik Herma in Deizisau
- 1969–1980: TuS-Sportzentrum in Stuttgart-Degerloch
- 1970–1975: Schulzentrum in Stuttgart-Freiberg ⊙
- 1970–1977: Planetarium Stuttgart ⊙
- 1971–1976: Marktdreieck in Waiblingen ⊙
- 1971–1978: Papierwarenfabrik Herma in Filderstadt-Bonlanden
- 1975–1980: Wohnhaus Jud in Waiblingen-Neustadt
- 1975–1980: Wohnhaus Mayer-Vorfelder in Stuttgart
- 1978–1981: VfB-Clubzentrum in Stuttgart
- 1980–1994: Mineralbad, Hotel und Wohnanlage in Stuttgart-Bad Cannstatt
- 1982–1984: Planetarium Mannheim
- 1985–1990: Ausbildungszentrum TWS in Stuttgart

## Nachlass
Sein umfangreiches Werkarchiv liegt im Südwestdeutschen Archiv für Architektur und Ingenieurbau.